# خوسيه خيرالت
خوسيه خيرالت إدواتي (بالإسبانية: José Giralt Iduate)‏(مارس 1884 - 24 يناير 1960)، المعروف أيضًا باسم باتاشي خيرالت، لاعب كرة قدم إسباني من أصلول كوبية. لعب مدافعاً ولاعب وسط لأندية مدريد وإسبانيول مدريد وإسبانيول. كما لعب لبعض أقدم كيانات كرة القدم في إسبانيا، مثل نادي نيو فوتبول، ونادي مدريد (ريال مدريد حالياً)، وإسبانيول، وكان عضوًا مؤسسًا للناديين الأولين.
لعب شقيقاه ماريو وأرماندو أيضًا لنادي مدريد، وكان خوسيه وأرماندو الأكثر شهرة، حيث سلكا نفس المسيرة الرياضية تقريبًا حتى اعتزالهما. وصل خيرالت إلى نهائي كأس ملك إسبانيا عدة مرات مع 3أندية مختلفة، ليصبح على مر السنين أحد لاعبي كرة القدم الذين حققوا أكبر عدد من المشاركات في النهائيات، وفاز مرتين بالبطولة.

## السيرة
وُلِد خوسيه في هافانا، رئاسة كوبا العامة، في كوبا عندما كانت البلاد تحت سيادة الإمبراطورية الإسبانية. انتقلت أسرته إلى مدريد عندما كان هو وإخوته لا يزالون صغارًا. في مدريد، كان جزءًا من نادي سكاي لكرة القدم، وهو أول نادٍ لكرة القدم وُجِد في العاصمة الإسبانية، ومع ذلك، في 1900، أسفر خلاف بين أعضاء سكاي لكرة القدم عن مغادرة بعضهم (بما في ذلك خيرالت) وإنشاء نادي جديد، نادي مدريد لكرة القدم، المعروف حاليًا باسم ريال مدريد، وتم إنشاء النادي رسميًا في 6 مارس 1902 في الغرفة الخلفية من آل كابريتشو، وهو اجتماع حضره الأخوان خيرالت، وأصبحا عضوين في أول مجلس إدارة لنادي مدريد لكرة القدم برئاسة خوان بادروس.
أصبح خيرالت لاحقاً أحد أوائل لاعبي كرة القدم في نادي مدريد الناشئ حديثًا، حيث لعب في خط الوسط، وكان جزءًا من فريق مدريد التاريخي الذي لعب في أول نسخة من كأس ملك إسبانيا مطلقاً في 1903، إلى جانب آرثر جونسون وبيدرو باراجيس وفيديريكو ريفويلتو، وأنطونيو نيرا وشقيقيه ماريو وأرماندو، حيث لعب معهما في النهائي الذي انتهى بخسارتهم بنتيجة 2-3 أمام أثلتيك بلباو.
بعد أن أصبح أحد الأعمدة الدفاعية للنادي الأبيض، نشأ وضع متشنج داخل الكيان بسبب الخلافات بشأن الاتجاه الذي يجب أن يسلكه النادي، وتسبب هذا الصراع في رحيل العديد من أعضائه المؤسسين، بما في ذلك الأخوان خيرالت وأنطونيو نيرا، الذين غادروا نادي مدريد في أكتوبر 1903 لإعادة تأسيس نادي إسبانيول مدريد، الذي تأسس في 1901، لكنه انحل في الصيف. فاز إسبانيول مدريد ببطولة المنطقة الوسطى 1903-1904، وبالتالي تأهل إلى كأس ملك إسبانيا 1904، التي انتهت بطريقة مثيرة للجدل، حيث لم يتمكنوا من المشاركة في النهائي، مما أدى لانسحابهم وإعلان أثلتيك بلباو فائزًا مرة أخرى.
بعد عامين مع نادي إسبانيول مدريد، عاد خوسيه وأرماندو إلى نادي مدريد في 1905، ولعبا دورًا مهمًا في فوز النادي بكأس ملك إسبانيا في 1906 و1907 ، حيث لعب مع شقيقه في كلا النهائيين. في 1907، عاد هو وخوسيه إلى إسبانيول مدريد، ووصل الفريق إلى نهائي كأس ملك إسبانيا مرتين متتاليتين (1909 و1910)، لكن عكس ما حدث معهما في مدريد، فقد انتهت المباراتان النهائيتان بالخسارة، على الرغم من تسجيل خوسيه هدفاً في نهائي 1909 ضد كلوب سيكليستا. في عام 1910، انضم الأخوان خيرالت وأنطونيو نيرا إلى نادي إسبانيول، وأثبتوا جودتهم مرة أخرى من خلال الوصول إلى نهائي الكأس مرة أخرى، والذي غاب عنه خوسيه بسبب الإصابة على الأرجح. في الموسم التالي، ساعد خوسيه فريقه على الفوز على نادي برشلونة ليفوز ببطولة دوري كتالونيا 1911–12. اعتزل خوسيه في 1912.

## الجوائز والإنجازات
| إسبانيول مدريد - بطولة المنطقة الوسطى: - البطل(1): 1903–04 - كأس ملك إسبانيا: - الوصيف (3): 1904، 1909 and 1910 | - نادي مدريد - بطولة المنطقة الوسطى: - البطل (1): 1905–06 and 1906–07 - كأس ملك إسبانيا: - البطل (2): 1907 and 1908 - الوصيف (1): 1903 | - إسبانيول - بطولة دوري كاتالونيا - البطل (1): 1911–12 - كأس ملك إسبانيا: - الوصيف (1): 1911 |  |